# Église Sainte-Marie d'Oreilla
Pour les articles homonymes, voir église Sainte-Marie.
L'église Sainte-Marie d'Oreilla est une église, en partie romane, située à Oreilla, dans le département français des Pyrénées-Orientales.

## Situation

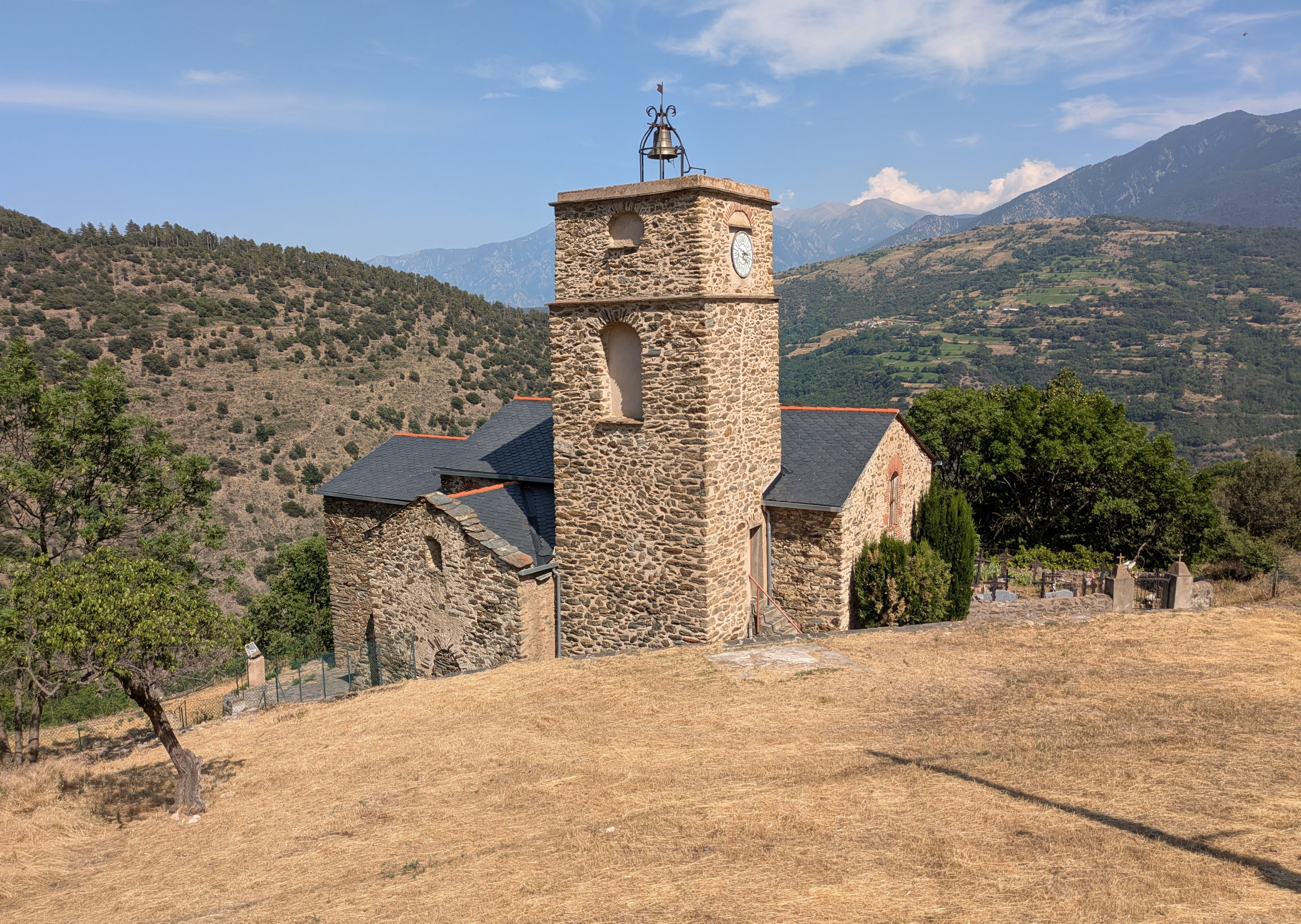
L'église est légèrement éloignée du village et se trouve sur un versant orienté à l'est de la vallée de l'Evol.

## Histoire
La première mention de l'église de Santa Maria remonte à 1046. Plus tard, l'église romane fut presque entièrement reconstruite, et encore agrandie en 1878. Seule une partie du mur nord de la nef correspond à la construction romane du XIe siècle.

## Architecture

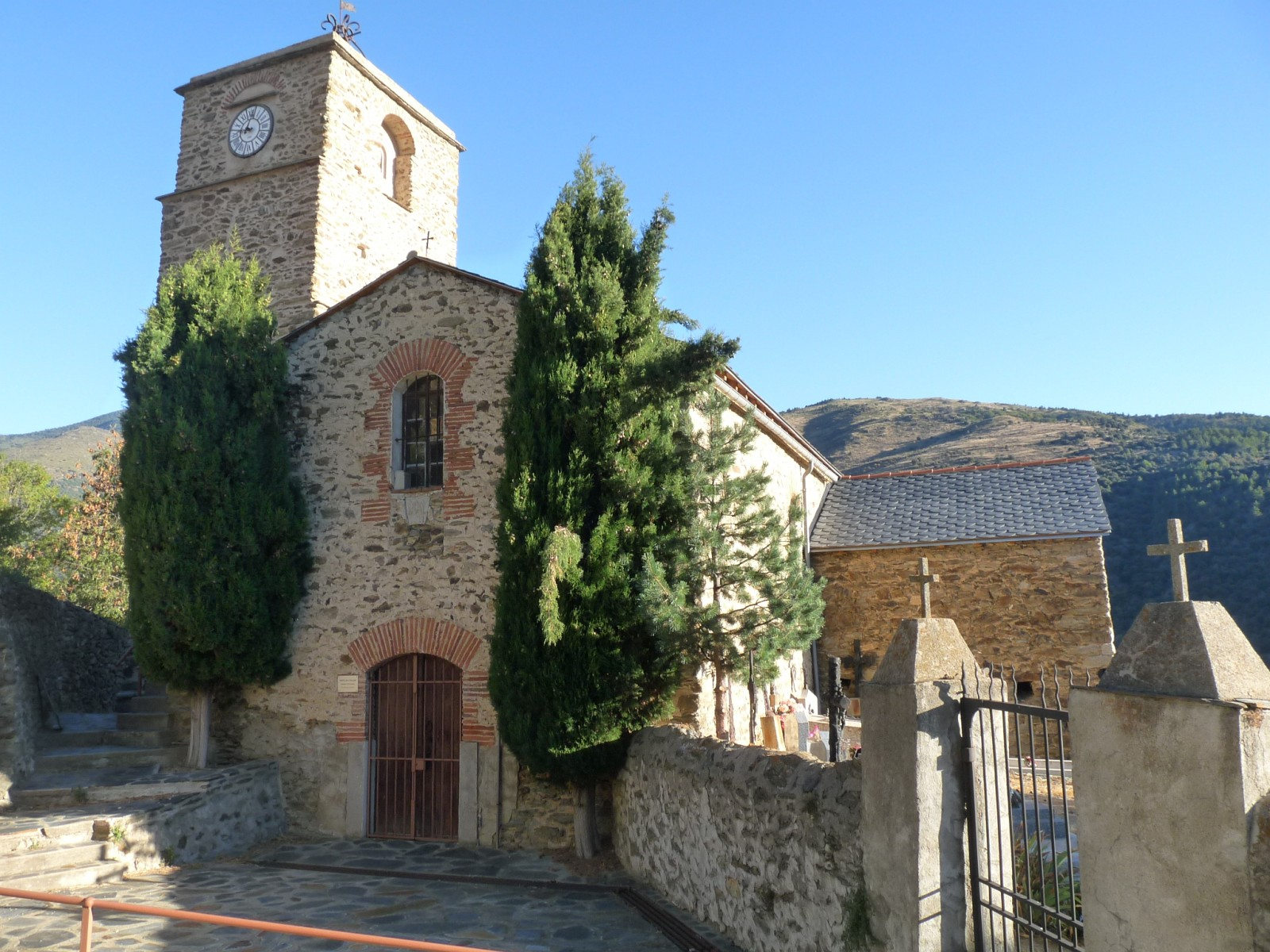
La façade et le clocher

#### Ouvrages et articles
- Abbé Giralt, « Notice historique des communes de Aiguatébia, Railleu, Caudiès, Sansa et Oreilla », Bulletin de la Société agricole, scientifique & littéraire des Pyrénées-Orientales, no 41,‎ 1900, p. 269-312 (lire en ligne)
- Jacques Llopet, Histoire et art religieux dans les Garrotxes, Bar-le-Duc, impr. Saint-Paul, 1968
- Géraldine Mallet, Églises romanes oubliées du Roussillon, Montpellier, Les Presses du Languedoc, 2003, 334 p. (ISBN 978-2-8599-8244-7)
- Jean-Bernard Mathon (dir.), Guillaume Dalmau et Catherine Rogé-Bonneau, Corpus des Vierges à l'Enfant (XIIe – XVe siècle) des Pyrénées-Orientales, Presses universitaires de Perpignan, coll. « Histoire de l'art », 2013 (ISBN 9782354121853, lire en ligne)
- (ca) « Santa Maria d'Orellà », dans Catalunya romànica, t. VII : La Cerdanya. El Conflent, Barcelone, Fundació Enciclopèdia Catalana, 1995 (lire en ligne)

#### Fiches institutionnelles
- « Devant d'autel : le Christ et les apôtres », notice no PM66000557, sur la plateforme ouverte du patrimoine, base Palissy, ministère français de la Culture
- « Retable, 3 tableaux, prédelle de sainte Eulalie, saint Lin et sainte Cécile : sainte Eulalie, saint Lin, sainte Cécile, saint Sébastien, saint Gaudérique », notice no PM66000558, sur la plateforme ouverte du patrimoine, base Palissy, ministère français de la Culture
- « Tableau : sainte Marguerite en prison », notice no PM66000559, sur la plateforme ouverte du patrimoine, base Palissy, ministère français de la Culture
- « Croix de procession », notice no PM66000560, sur la plateforme ouverte du patrimoine, base Palissy, ministère français de la Culture
- « Statue : Vierge à l'enfant », notice no PM66001819, sur la plateforme ouverte du patrimoine, base Palissy, ministère français de la Culture
- « Oreilla - Église Sainte-Marie », sur culture66.fr, Conseil départemental ds Pyrénées-Orientales